# Leichtathletik-Weltmeisterschaften 2019/Teilnehmer (Tschechien)
| Gelbes Symbol für Goldmedaillen mit stilisierten Olympischen Ringen | Graues Symbol für Silbermedaillen mit stilisierten Olympischen Ringen | Braundes Symbol für Bronzemedaillen mit stilisierten Olympischen Ringen |
| ------------------------------------------------------------------- | --------------------------------------------------------------------- | ----------------------------------------------------------------------- |
| —                                                                   | —                                                                     | —                                                                       |

Der Leichtathletikverband von Tschechien will an den Leichtathletik-Weltmeisterschaften 2019 in Doha teilnehmen. 18 Athletinnen und Athleten wurden vom tschechischen Verband nominiert.

## Ergebnisse

### Frauen

#### Laufdisziplinen
| Athletin            | Disziplin    | Vorlauf        | Vorlauf | Halbfinale  | Halbfinale | Finale    | Finale |
| Athletin            | Disziplin    | Zeit           | Platz   | Zeit        | Platz      | Zeit      | Platz  |
| ------------------- | ------------ | -------------- | ------- | ----------- | ---------- | --------- | ------ |
| Lada Vondrová       | 400 m        | 52,23 s        | 32      | 52,25 s     | 20         | DNQ       | DNQ    |
| Diana Mezuliáníková | 800 m        | 2:03,48 min    | 30      | DNQ         | DNQ        | –         | –      |
| Kristiina Mäki      | 1500 m       | 4:06,61 min PB | 08      | 4:17,65 min | 23         | DNQ       | DNQ    |
| Marcela Joglová     | Marathon     |                |         |             |            | 2:52:22 h | 20     |
| Zuzana Hejnová      | 400 m Hürden | 55,33 s        | 12      | 54,41 s     | 05         | 54,23 s   | 05     |
| Anežka Drahotová    | 20 km Gehen  |                |         |             |            | 1:38:29 h | 19     |

#### Sprung/Wurf
| Athletin            | Disziplin      | Qualifikation | Qualifikation | Finale     | Finale |
| Athletin            | Disziplin      | Weite/Höhe    | Platz         | Weite/Höhe | Platz  |
| ------------------- | -------------- | ------------- | ------------- | ---------- | ------ |
| Romana Maláčová     | Stabhochsprung | 4,35 m        | 22            | DNQ        | DNQ    |
| Eliška Staňková     | Diskuswurf     | 58,98 m SB    | 17            | DNQ        | DNQ    |
| Kateřina Šafránková | Hammerwurf     | 65,46 m       | 29            | DNQ        | DNQ    |
| Nikola Ogrodníková  | Speerwurf      | 61,17 m       | 09            | 57,24 m    | 11     |
| Irena Šedivá        | Speerwurf      | 60,90 m       | 12            | 55,86 m    | 12     |
| Barbora Špotáková   | Speerwurf      | 62,15 m       | 06            | 59,87 m    | 09     |

#### Siebenkampf
| Athletin         | Disziplin | 100 m Hürden | Hochsprung | Kugelstoßen | 200 m   | Weitsprung | Speerwurf | 800 m          | Punkte | Platz |
| ---------------- | --------- | ------------ | ---------- | ----------- | ------- | ---------- | --------- | -------------- | ------ | ----- |
| Kateřina Cachová | Ergebnis  | 13,47 s SB   | 1,74 m SB  | 12,58 m SB  | 24,95 s | 5,79 m     | 46,11 m   | 2:16,85 min SB | 5987   | 16    |
| Kateřina Cachová | Punkte    | 1055         | 903        | 700         | 891     | 786        | 785       | 867            | 5987   | 16    |

### Männer

#### Laufdisziplinen
| Athlet                                                                                        | Disziplin    | Vorlauf        | Vorlauf | Halbfinale | Halbfinale | Finale | Finale |
| Athlet                                                                                        | Disziplin    | Zeit           | Platz   | Zeit       | Platz      | Zeit   | Platz  |
| --------------------------------------------------------------------------------------------- | ------------ | -------------- | ------- | ---------- | ---------- | ------ | ------ |
| Jakub Holuša                                                                                  | 1500 m       | 3:39,79 min    | 32      | DNQ        | DNQ        | –      | –      |
| Filip Sasínek                                                                                 | 1500 m       | 3:38,17 min    | 27      | DNQ        | DNQ        | –      | –      |
| Vít Müller                                                                                    | 400 m Hürden | 50,15 s        | 22      | 49,97 s    | 19         | DNQ    | DNQ    |
| - Michal Desenský - Vít Müller - Patrik Šorm - Jan Tesař nicht auf Startliste: - Filip Ličman | 4 × 400 m    | 3:02,97 min SB | 11      |            |            | DNQ    | DNQ    |

#### Sprung/Wurf
| Athlet           | Disziplin   | Qualifikation | Qualifikation | Finale     | Finale |
| Athlet           | Disziplin   | Weite/Höhe    | Platz         | Weite/Höhe | Platz  |
| ---------------- | ----------- | ------------- | ------------- | ---------- | ------ |
| Tomáš Staněk     | Kugelstoßen | 21,02 m       | 08            | 20,79 m    | 10     |
| Jakub Vadlejch   | Speerwurf   | 84,31 m       | 06            | 82,19 m    | 05     |
| Vítězslav Veselý | Speerwurf   | DNS           | DNS           | –          | –      |

### Mixed
| Athlet/in | Disziplin | Vorlauf     | Vorlauf | Halbfinale | Halbfinale | Finale | Finale |
| Athlet/in | Disziplin | Zeit        | Platz   | Zeit       | Platz      | Zeit   | Platz  |
| --- | --------- | ----------- | ------- | ---------- | ---------- | ------ | ------ |
| - Jan Tesař (m) - Lada Vondrová (w) - Tereza Petržilková (w) - Patrik Šorm (m) nicht auf Startliste: - Michal Desenský (m) - Martina Hofmanová (w) - Vít Müller (m) | 4 × 400 m | 3:18,01 min | 15      |            |            | DNQ    | DNQ    |